# Upplands runinskrifter 539
Upplands runinskrifter 539 är en runsten vid Husby-Sjuhundra kyrka i Husby-Sjuhundra socken och Norrtälje kommun, Sjuhundra härad i Uppland. Den är nu placerad utanför kyrkans sydvästra hörn och till höger om huvudingången. I närheten finns ytterligare två runstenar: U 540 och U 541. 

## Stenen
Stenen påträffades inmurad i kyrkväggen vid ombyggnadsarbeten 1728. Den är långsmal som en hög granitpelare och bär runor på tre (§A, §B och §C) av sina fyra sidor och runbanden som löper i kontinuerliga slingor bildar tre romerska och portalformade bågar. Stilen som kallas RAK daterar den till tidsperioden 980-1015. Stenen är korsmärkt. Stenens ovanlig, pelarlik form har sannolikt bearbetad förhuggning.

## Inskriften

### Inskriften i runor
sida A: ᛏᛁᛅᚱᚠᛦ᛫ᚢᚴᛁ᛫ᚢᚱᛁᚴᛅ᛫ᚢᚴ᛫ᚢᛁᚴᛁ᛫ᚢᚴ᛫ᛁᚢᚴᛁᛦ᛫ᚢᚴ᛫ᚴᛁᛦᛁᛅᛚᛘᛦ᛫ᚦᛁᛦ᛫ᛒᚱᚤᚦᚱ᛫ᛅᛚᛁᛦ᛫ᛚᛁᛏᚢ᛫ᚱᛁᛋᛅ
sida B: ᛋᛏᛁᚾᚦᛁᚾᛅ᛫ᛁᚠᛏᛁᛦ᛫ᛋᚢᛁᚾ᛫ᛒᚱᚢᚦᚢᚱ᛫ᛋᛁᚾ᛫ᛋᛅᛦ᛫ᚢᛅᚱᚦ᛫ᛏᚢᚦᚱᛅ᛫ᛁᚢᛏᛚᛅᛏᛁ᛫ᛓᚾ᛫ᛋᚴᚢᛚᛏᛁ
sida C: ᚠᛅᚱᛅ᛫ᛏᛁᛚᛁᚴᛚᛅᚾᚦᛋ᛫ᚴᚢᚦ᛫ᛁᛅᛚᛒᛁ᛫ᛓᚾᛋ᛫ᛅᛏᚢᚴᛋᛅᛚᚢ᛫ᚢᚴ᛫ᚢᛋᛘᚢᚦᛁᛦ᛫ᛒᛂᛏᚱ᛫ᚦᛅᚾᛅᚾᚴᛅᚱᚦᛁ᛫ᛏᛁᛚ
Translitterering av runraden:
§A tiarfʀ × uki × urika × uk ' uiki × uk × iukiʀ × uk × kiʀialmʀ × þiʀ bryþr × aliʀ × litu × risa × 
§B stin þina × iftiʀ × suin × bruþur × sin × saʀ × uarþ × tuþr a × iut(l)ati × on skulti 
§C fara × til × iklanþs × kuþ × ialbi × (o)ns × at uk salu × uk| × |kus muþiʀ × betr × þan an karþi til
Normalisering till runsvenska:
§A Diarfʀ ok Orøkia ok Vigi ok Iogæiʀʀ ok Gæiʀhialmʀ, þæiʀ brøðr alliʀ letu ræisa 
§B stæin þenna æftiʀ Svæin, broður sinn. Saʀ varð dauðr a Iutlandi. Hann skuldi 
§C fara til Ænglands. Guð hialpi hans and ok salu ok Guðs moðiʀ bætr þan hann gærði til.
Översättning till nusvenska:
Djärv och Orökna och Vige och Joger och Gerhjälm, alla dessa bröder lät resa
denna sten efter Sven, sin broder. Han blev död på Jylland. Han skulle
fara till England. Gud och Guds moder hjälpe hans själ bättre än han förtjänade.

## Bildgalleri

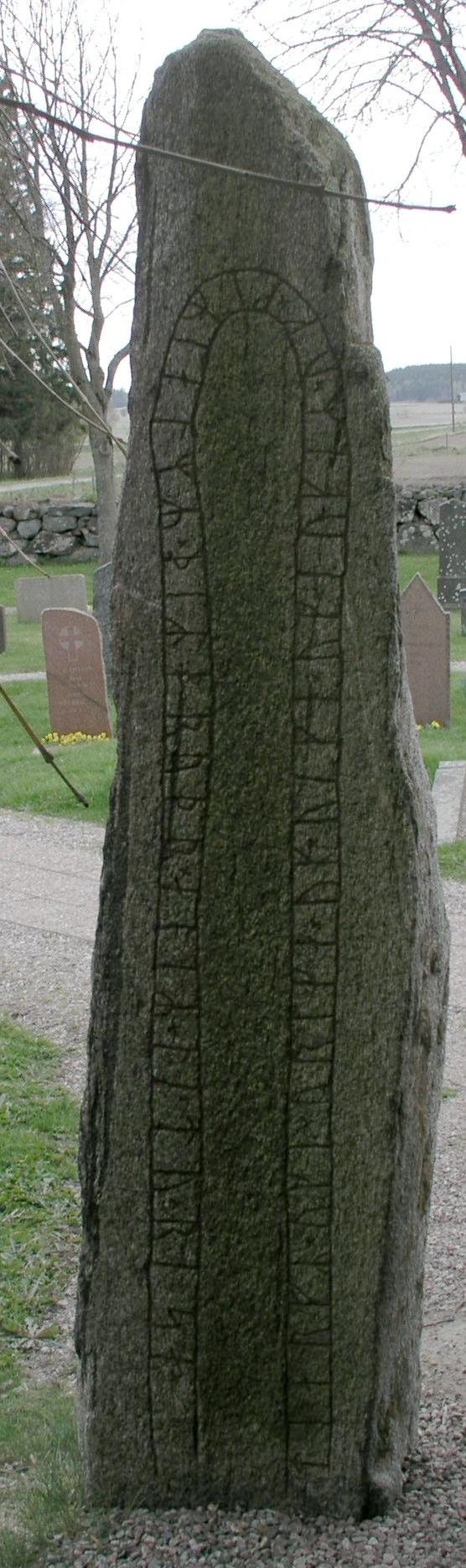
U 539 sida A
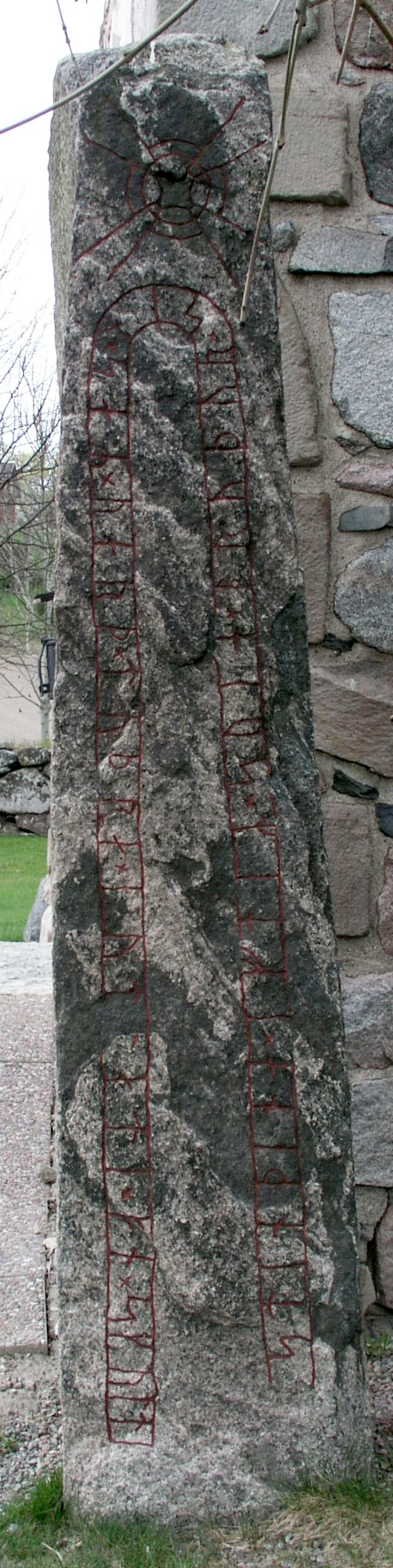
U 539 sida B
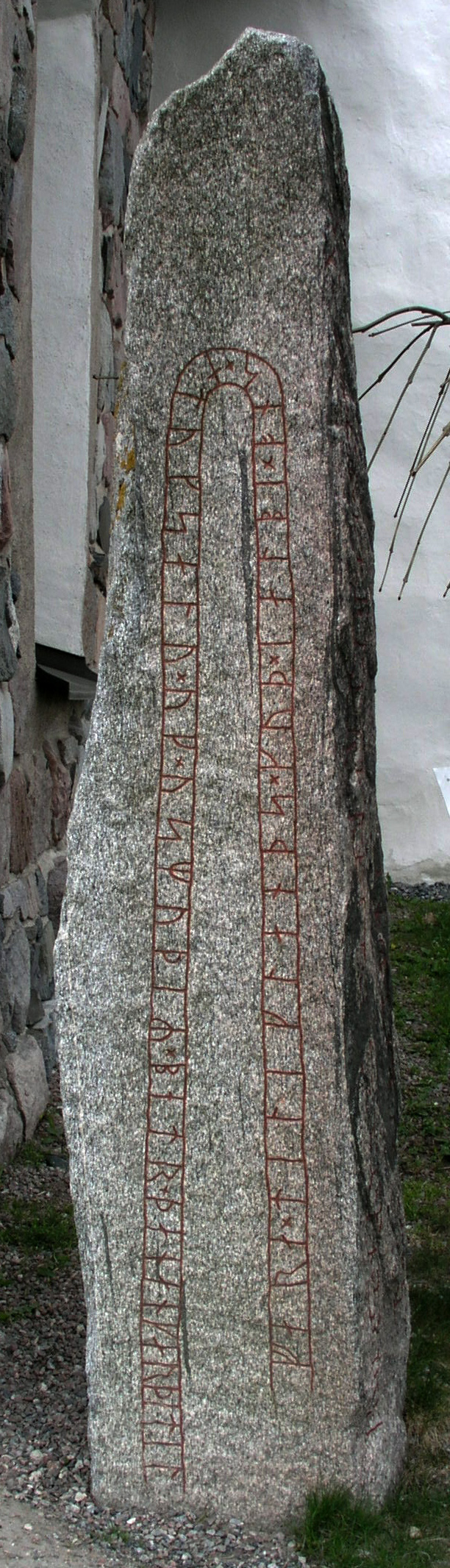
U 539 sida C